# Tercera División de España 1931-32
La temporada 1931-32 de la Tercera División de España de fútbol corresponde a la 3.ª edición del campeonato y se disputó entre el 20 de diciembre de 1931 y el 12 de junio de 1932.
El campeón de esta temporada y único club que ascendió a Segunda División fue el C. A. Osasuna.

## Sistema de competición
La Tercera División de España 1931-32 fue organizada por la Real Federación Española de Fútbol.
El campeonato contó con la participación de 26 clubes y se desarrolló en dos fases. En la primera fase se formaron cuatro grupos, con distintos números de equipos, dos de ellos estuvieron divididos en dos subgrupos. Esta primera fase de disputó siguiendo un sistema de liga, de modo que los equipos de cada grupo se enfrentaron entre sí, todos contra todos en dos ocasiones -una en campo propio y otra en campo contrario. El orden de los encuentros se decidió por sorteo antes de empezar la competición.
Se estableció una clasificación con arreglo a los puntos obtenidos en cada enfrentamiento, a razón de dos por partido ganado, uno por empatado y ninguno en caso de derrota. En caso de empate a puntos entre dos o más clubes en la clasificación, se tuvo en cuenta el mayor cociente de goles.
Los primeros clasificados de cada grupo pasaron a la fase final. Los grupos divididos en subgrupos decidieron su campeón en enfrentamientos a ida y vuelta entre los dos primeros de cada uno de ellos. Los cuatro campeones se enfrentan en semifinales en eliminatorias a ida y vuelta. Los vencedores juegan la final también a ida y vuelta, y el vencedor logró el ascenso a Segunda División.

## Clubes participantes

### Grupo I
| - Eiriña Foot-ball Club - Racing Ferrol Foot-ball Club - Stadium Club Avilesino - Club Valladolid Deportivo |

### Grupo II
| - Club Atlético Aurora - Baracaldo Foot-ball Club - Sociedad Deportiva Erandio - Club Deportivo Logroño - Club Atlético Osasuna |

### Grupo III

#### Subgrupo A
| - Foot-ball Club Badalona - Iberia Sport Club - Club Esportiu Júpiter - Club Deportivo Mallorca - Foot-ball Club Martinenc - Centre de Sports Sabadell Foot-ball Club |

#### Subgrupo B
| - Gimnástico Foot-ball Club - Levante Foot-ball Club - Club Athletic Saguntino |

### Grupo IV

#### Subgrupo A
| - Alicante Foot-ball Club - Cartagena Foot-ball Club - Elche Foot-ball Club - Hércules Foot-ball Club - Imperial Foot-ball Club |

#### Subgrupo B
| - Club Deportivo Nacional - Foot-ball Club Malagueño - Racing Foot-ball Club de Córdoba |

## Fase de grupos

### Grupo I
| Pos. | Equipo               | Pts. | PJ | G | E | P | GF | GC | Dif. | Clasificación       |
| ---- | -------------------- | ---- | -- | - | - | - | -- | -- | ---- | ------------------- |
| 1    | Racing Ferrol F. C.  | 9    | 6  | 4 | 1 | 1 | 16 | 8  | +8   | Acceso a fase final |
| 2    | Eiriña F. C.         | 7    | 6  | 3 | 1 | 2 | 9  | 11 | −2   |                     |
| 3    | Stadium Avilesino    | 4    | 6  | 1 | 2 | 3 | 10 | 12 | −2   |                     |
| 4    | Valladolid Deportivo | 4    | 6  | 2 | 0 | 4 | 8  | 12 | −4   |                     |

 Fuente: Fútbol Regional

### Grupo II
| Pos. | Equipo            | Pts. | PJ | G | E | P | GF | GC | Dif. | Clasificación       |
| ---- | ----------------- | ---- | -- | - | - | - | -- | -- | ---- | ------------------- |
| 1    | C. A. Osasuna (A) | 14   | 8  | 6 | 2 | 0 | 20 | 5  | +15  | Acceso a fase final |
| 2    | Baracaldo F. C.   | 10   | 8  | 4 | 2 | 2 | 16 | 11 | +5   |                     |
| 3    | S. D. Erandio     | 7    | 8  | 2 | 3 | 3 | 12 | 11 | +1   |                     |
| 4    | C. D. Logroño     | 6    | 8  | 2 | 2 | 4 | 8  | 13 | −5   |                     |
| 5    | Atlético Aurora   | 3    | 8  | 1 | 1 | 6 | 7  | 23 | −16  |                     |

 Fuente: Fútbol Regional

### Grupo III - A
| Pos. | Equipo               | Pts. | PJ | G | E | P | GF | GC | Dif. | Clasificación       |
| ---- | -------------------- | ---- | -- | - | - | - | -- | -- | ---- | ------------------- |
| 1    | C. S. Sabadell F. C. | 13   | 10 | 6 | 1 | 3 | 22 | 12 | +10  | Acceso a fase final |
| 2    | F. C. Badalona       | 11   | 10 | 4 | 3 | 3 | 18 | 16 | +2   |                     |
| 3    | F. C. Martinenc      | 11   | 10 | 4 | 3 | 3 | 21 | 19 | +2   |                     |
| 4    | C. D. Mallorca       | 10   | 10 | 4 | 2 | 4 | 13 | 16 | −3   |                     |
| 5    | Iberia S. C.         | 8    | 10 | 3 | 2 | 5 | 9  | 16 | −7   |                     |
| 6    | C. E. Júpiter        | 7    | 10 | 3 | 1 | 6 | 12 | 16 | −4   |                     |

 Fuente: Fútbol Regional

### Grupo III - B
| Pos. | Equipo             | Pts. | PJ | G | E | P | GF | GC | Dif. | Clasificación       |
| ---- | ------------------ | ---- | -- | - | - | - | -- | -- | ---- | ------------------- |
| 1    | Levante F. C.      | 6    | 4  | 3 | 0 | 1 | 20 | 5  | +15  | Acceso a fase final |
| 2    | Athletic Saguntino | 4    | 4  | 2 | 0 | 2 | 5  | 14 | −9   |                     |
| 3    | Gimnástico F. C.   | 2    | 4  | 1 | 0 | 3 | 4  | 10 | −6   |                     |

 Fuente: Fútbol Regional

#### Final Grupo III
| Ida; 6 de marzo de 1932 | Levante F. C. | 1:1 (0:1) | C. E. Sabadell F. C. | Campo de La Cruz, Valencia  |                             |
|                         | Sanz 70'      | Reporte   | Calvet               | Árbitro(s): Leonarte Ribera | Árbitro(s): Leonarte Ribera |

| Vuelta; 13 de marzo de 1932 | C. E. Sabadell F. C.                                 | 4:0 (0:0) | Levante F. C. | Estadio de la Creu Alta, Sabadell |                               |
|                             | Calvet 62' · Oro 75' (pen.) · Mata 81' · Bertrán 89' | Reporte   |               | Árbitro(s): Comorera Gatuella     | Árbitro(s): Comorera Gatuella |

- El C. E. Sabadell F. C. se clasifica para la fase final.

### Grupo IV - A
| Pos. | Equipo          | Pts. | PJ | G | E | P | GF | GC | Dif. | Clasificación       |
| ---- | --------------- | ---- | -- | - | - | - | -- | -- | ---- | ------------------- |
| 1    | Hércules F. C.  | 11   | 8  | 5 | 1 | 2 | 22 | 10 | +12  | Acceso a fase final |
| 2    | Cartagena F. C. | 10   | 8  | 5 | 0 | 3 | 24 | 16 | +8   |                     |
| 3    | Imperial F. C.  | 8    | 8  | 4 | 0 | 4 | 12 | 18 | −6   |                     |
| 4    | Alicante F. C.  | 8    | 8  | 4 | 0 | 4 | 12 | 21 | −9   |                     |
| 5    | Elche F. C.     | 3    | 8  | 1 | 1 | 6 | 10 | 15 | −5   |                     |

 Fuente: Fútbol Regional

### Grupo IV - B
| Pos. | Equipo          | Pts. | PJ | G | E | P | GF | GC | Dif. | Clasificación       |
| ---- | --------------- | ---- | -- | - | - | - | -- | -- | ---- | ------------------- |
| 1    | C. D. Nacional  | 5    | 4  | 2 | 1 | 1 | 6  | 4  | +2   | Acceso a fase final |
| 2    | Córdoba R. C.   | 5    | 4  | 2 | 1 | 1 | 6  | 4  | +2   |                     |
| 3    | F. C. Malagueño | 2    | 4  | 0 | 2 | 2 | 2  | 6  | −4   |                     |

 Fuente: Fútbol Regional
| Desempate; 21 de febrero de 1932 | C. D. Nacional de Madrid | 2:1 (0:0) | Córdoba R. C. | Campo de la Viña, Alicante |                        |
|                                  | Calleja · Montalbán      | Reporte   | Romerito      | Árbitro(s): Vidal Royo     | Árbitro(s): Vidal Royo |

#### Final Grupo IV
| Ida; 6 de marzo de 1932 | Hércules F. C. | 1:1 (0:1) | C. D. Nacional de Madrid | Campo de la Viña, Alicante |                           |
|                         | Cuenca         | Reporte   | Moriones                 | Árbitro(s): Medina Toledo  | Árbitro(s): Medina Toledo |

| Vuelta; 13 de marzo de 1932 | C. D. Nacional de Madrid                                             | 5:2 (3:1) | Hércules F. C.        | Campo de El Parral, Madrid |                           |
|                             | Moriones · Ortiz de la Torre (pen.) · Curado · Iturraspe · Montalbán | Reporte   | Ramonzuelo · Gorduras | Árbitro(s): Medina Toledo  | Árbitro(s): Medina Toledo |

- El C. D. Nacional de Madrid se clasifica para la fase final.

## Fase final
Participaron los primeros clasificados de los cuatro grupos de Tercera División. Tan solo el campeón conseguía plaza en Segunda División.

### Semifinales

#### C. E. Sabadell F. C. - C. A. Osasuna
| Ida; 20 de marzo de 1932 | C. E. Sabadell F. C.     | 2:1 (2:1) | C. A. Osasuna | Estadio de la Creu Alta, Sabadell |                               |
|                          | Bertrán 17' · Calvet 40' | Reporte   | Oyaneder 12'  | Árbitro(s): Comorera Gatuella     | Árbitro(s): Comorera Gatuella |

| Vuelta; 27 de marzo de 1932 | C. A. Osasuna                       | 3:0 (0:0) | C. E. Sabadell F. C. | Campo de San Juan, Pamplona |                       |
|                             | Urrizalqui 60', 61' · Iturralde 77' | Reporte   |                      | Árbitro(s): Lumbreras       | Árbitro(s): Lumbreras |

#### C. D. Nacional de Madrid - Racing Club Ferrol
| Ida; 19 de marzo de 1932 | C. D. Nacional de Madrid           | 4:2 (3:0) | Racing Ferrol F. C. | Campo de El Parral, Madrid  |                             |
|                          | Moriones 1', ?' · Curado · Sánchez | Reporte   | Toralla · Rivera    | Árbitro(s): Canga Argüelles | Árbitro(s): Canga Argüelles |

| Vuelta; 27 de marzo de 1932 | Racing Ferrol F. C.     | 3:1 (2:0) | C. D. Nacional de Madrid | Estadio O Inferniño, Ferrol |                         |
|                             | Paredes · Lelé · Varela | Reporte   | Calleja                  | Árbitro(s): Cabrera Cao     | Árbitro(s): Cabrera Cao |

| Desempate; 31 de marzo de 1932 | C. D. Nacional de Madrid | 1:0 (0:0) | Racing Ferrol F. C. | Estadio de Chamartín, Madrid |                            |
|                                | Ortiz de la Torre 118'   | Reporte   |                     | Árbitro(s): Adrados Martín   | Árbitro(s): Adrados Martín |

### Final

#### C. A. Osasuna - C. D. Nacional de Madrid
| Ida; 29 de mayo de 1932 | C. A. Osasuna                      | 3:0 (2:0) | C. D. Nacional de Madrid | Campo de San Juan, Pamplona |                            |
|                         | Catachú 40' · Urrizalqui 44' · Gil | Reporte   |                          | Árbitro(s): Saracho Goitia  | Árbitro(s): Saracho Goitia |

| Vuelta; 12 de junio de 1932 | C. D. Nacional de Madrid | 0:1 (0:0) | C. A. Osasuna | Campo de El Parral, Madrid   |                              |
|                             |                          | Reporte   | Catachú       | Árbitro(s): Hernández Areces | Árbitro(s): Hernández Areces |

- El C. A. Osasuna asciende a Segunda División.

## Resumen
Campeón de Tercera División y asciende a Segunda División:
| - Club Atlético Osasuna |